# 妙傳寺 (京都市左京区八瀬近衛町)
妙傳寺（みょうでんじ）は、京都府京都市左京区にある天台宗の寺院。山号は覚法山。本尊は如意輪観音。

## 概要
1616年（元和2年）八瀬童子の菩提寺として創建した。近くには古くから念仏堂があったが、1992年（平成4年）老朽化により解体した。念仏堂に祀られていた仏像や位牌は、妙傳寺に移された。当寺の本尊である半跏思惟像は江戸時代の作と考えられていたが、大阪大学や東京国立博物館の研究者が鑑定したところ、像の様式や金属組成が6世紀から7世紀ごろに朝鮮半島で作られた仏像や出土品の特徴と一致するとの見解が、2017年（平成29年）に発表された。

## 文化財
- 木造十一面観音立像（国の重要文化財）（京都国立博物館に寄託）
- 木造天部形立像（京都市指定有形文化財）
- 木造毘沙門天立像（京都市指定有形文化財）
- 木造薬師如来像（京都市指定有形文化財）

## 行事
念仏講　毎月28日

## 所在地
京都府京都市左京区八瀬近衛町370